# يوسف بم
يوسف بم أو مراد باشا (بالبولندية: Józef Zachariasz Bem، بالمجرية: Bem József، بالتركية: Murat Pasha؛ تارنوف، 14 مارس 1794 - حلب، 10 ديسمبر 1850) جنرال بولندي، وباشا العثماني ، وبطل قومي في بولندا والمجر، وشخصية تتشابك مع قوميات أوروبية أخرى. كحال تاديوش كوسيوسكو (الذي قاتل في حرب الاستقلال الأمريكية) ويان هنريك دونبروفسكي (الذي قاتل إلى جانب نابليون بونابرت في إيطاليا والغزو الفرنسي لروسيا)، قاتل بم خارج حدود بولندا من أجل مستقبل بولندا، في أي مكان هنالك حاجة إلى قيادته ومهاراته العسكرية.

## معرض صور

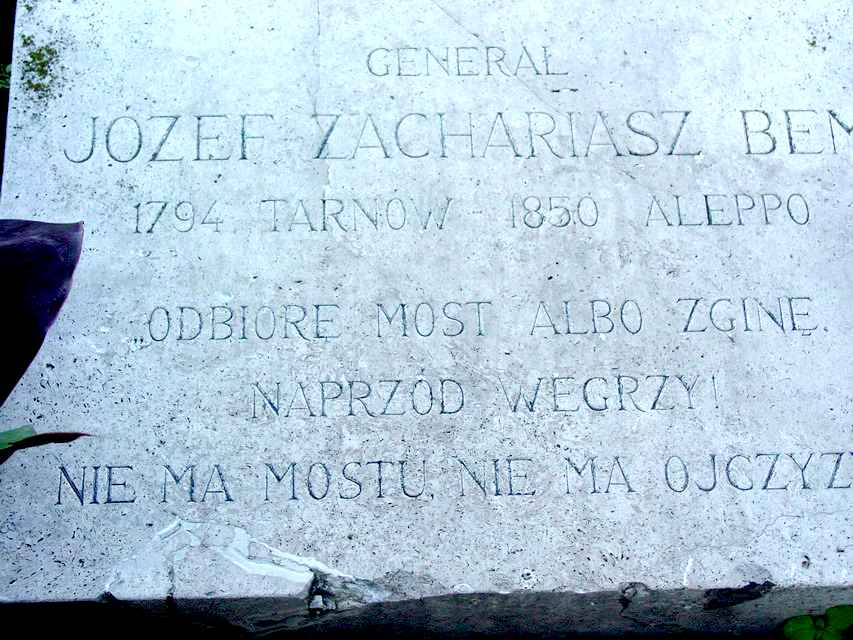
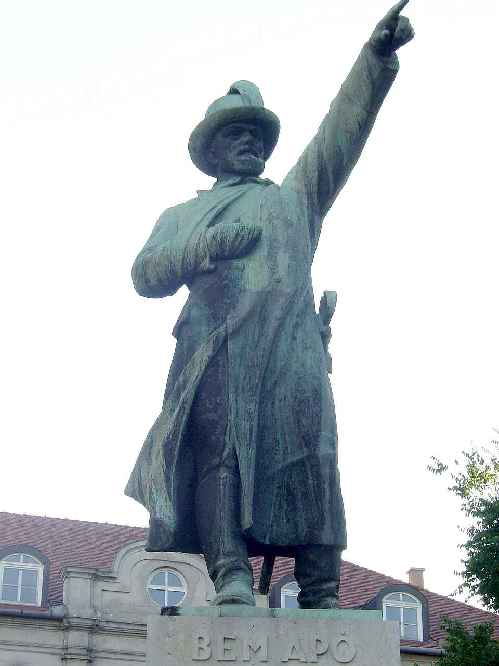
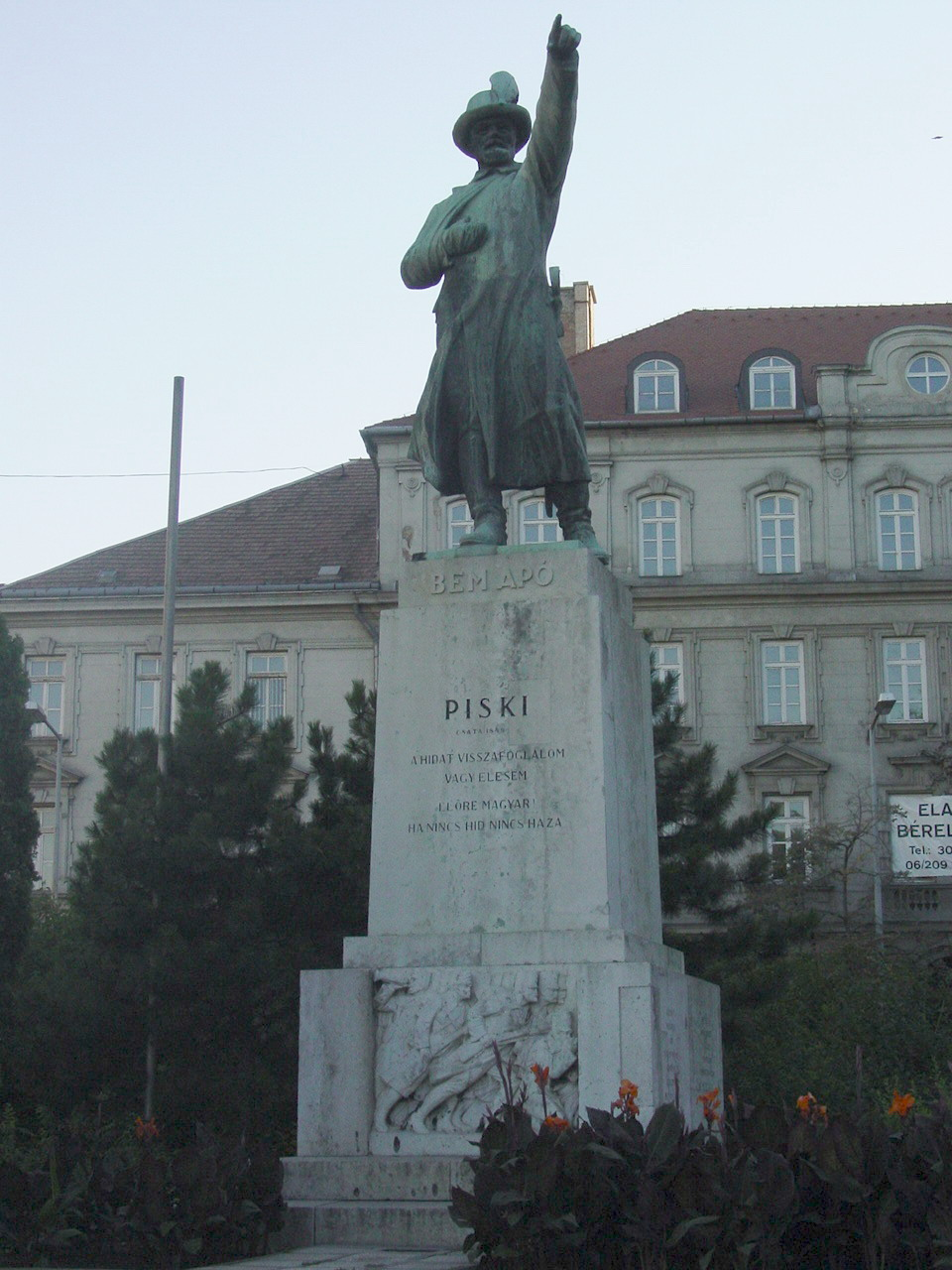

## روابط خارجية
- يوسف بم على موقع الموسوعة البريطانية (الإنجليزية)